# Дмитриев, Павел Павлович (учёный)
Павел Павлович Дмитриев (2 июля 1924 г, СССР, Нижегородская область, Мошенский район - 2007 г.)— советский учёный, кандидат технических наук, директор ЛНИРТИ.

## Биография
Родился в 1924 году в селе Новое Демидово. Член КПСС с 1945 года
Участник Великой Отечественной войны: гидроакустик катера МО-124 3-й ДСКА МО истребительного отряда ОВР Кронштадтского морского оборонительного района, 1-й гвардейской ДСКА морских охотников истребительного отряда ОВР Таллинского морского оборонительного района Краснознаменного Балтийского флота.
В 1969—1984 гг. — директор Ленинградского научно-исследовательского радиотехнического института.
Лауреат Ленинской премии неопубликованным Постановлением Совета Министров СССР и ЦК КПСС.
Умер в 2007 году в Санкт-Петербурге.

## Награды
- Орден Октябрьской Революции
- Орден Отечественной войны II степени (06.04.1985)
- Орден Трудового Красного Знамени
- Орден Знак Почёта
- Медаль Ушакова (1944, 1945)